# Freddie Steele (Fußballspieler)
Frederick Charles „Freddie“ Steele (* 6. Mai 1916 in Stoke-on-Trent; † 23. April 1976 in Newcastle-under-Lyme) war ein englischer Fußballspieler und -trainer. Der englische Nationalspieler pausierte zeitweise wegen einer Depression und war noch während seiner aktiven Karriere der erste Trainer in der Geschichte der isländischen Nationalmannschaft. Sein Mannschaftskamerad Stanley Matthews beschrieb ihn als besten Stürmer in der Geschichte von Stoke City.

## Sportlicher Werdegang
Steele kam 1931 im Alter von 15 Jahren vom Downing’s Tileries FC zu Stoke City, wo er vor Erreichen der Volljährigkeit und der damit verbundenen Möglichkeit, einen Profivertrag zu unterzeichnen, offiziell im Klubbüro angestellt war. Beim 4:1-Erfolg über Huddersfield Town am 22. Dezember 1934 debütierte er in der First Division, in seinem zweiten Ligaspiel – einem 3:0-Sieg über West Bromwich Albion – erzielte er sein erstes Tor:

„Zum erstenmal brachte Stoke City den erst 19 Jahre alten Frederick Steele im Rückspiel gegen Westbromwich heraus. Er bildete mit Liddle einen wundervollen rechten Flügel, führte den Ball vorbildlich, zog oft zwei und drei Gegner an sich, um dann den Ball – g[l]eich mit welchem Fuß – einem Nebenmann zuzuschieben, und als er schließlich das dritte der drei Tore Stokes selber schoß, gab es von Kameraden wie von seiten des Publikums eine Ovation bei ‚offenem Vorhang‘. Der Junge bedeutet eine erhebliche Verstärkung des Stoke-Angriffs.“

Zunächst vornehmlich als Außenstürmer eingesetzt, rückte er 1936 nach dem Wechsel von Tommy Sale zu den Blackburn Rovers an dessen Stelle in die Sturmspitze. Er wusste als Mittelstürmer zu reüssieren und traf in der Spielzeit 1936/37 33 Mal in 35 Ligaspielen, damit krönte er sich zum Torschützenkönig der englischen Meisterschaft. Zum Rekordsieg des Klubs in der höchsten Spielklasse, einem 10:3-Sieg über WBA am 4. Februar 1937, trug er fünf Tore bei. Parallel avancierte er auch zum Nationalspieler, als er im Rahmen der British Home Championship 1936/37 bei der 1:2-Niederlage bei Wales am 17. Oktober 1936 debütierte.
Nachdem Steele sich auch zum Auftakt der folgenden Spielzeit als erfolgreicher Torschütze ausgezeichnet hatte, kam es nach einer Knieverletzung zu einem Einbruch. Zwar beendete er die Spielzeit mit 15 Toren ins 23 Ligaspielen, er wurde jedoch nach acht Toren in sechs Länderspielen vor der Verletzungspause in der Folge nicht mehr in die englische Auswahl berufen. In der Spielzeit 1938/39 kehrte er zu alter Torgefahr zurück und führte die Mannschaft mit 27 Saisontoren auf den siebten Tabellenplatz. Anschließend verkündete er wegen einer Depression sein vorzeitiges Karriereende, kehrte aber nach einer erfolgreichen Hypnosebehandlung im Frühjahr 1939 wieder auf den Platz zurück. Aufgrund des Ausbruchs des Zweiten Weltkriegs war der landesweite Spielbetrieb jedoch weitgehend zum Erliegen gekommen und neben dem Football League War Cup wurden regionale Meisterschaften gespielt; dort gewann Stoke City vor dem FC Liverpool, dem FC Everton, Manchester United und Manchester City die erste Ausgabe im Westen. Nach seiner Rückkehr erzielte er wettbewerbsübergreifend in neun Spielen zehn Tore und stand damit hinter Rückkehrer Tommy Sale (28 Spiele/24 Tore), Syd Peppitt (25/15) und Alexander Ormston (26/11) an vierter Stelle in der vereinsinternen Torschützenliste. In den folgenden Jahren kam er neben Stoke City für verschiedene Mannschaften als Gastspieler zum Einsatz. Im Januar 1944 erzielte er für die Potters beim Wiederholungsspiel zum Auftakt des Football League War Cups beim 9:3-Erfolg über die Wolverhampton Wanderers sechs Tore, ab 1945 war er wieder dauerhaft für den Klub im Einsatz. In der letzten Kriegsmeisterschaft erzielte er dabei 36 Tore in 37 Spielen. 
Im Sommer 1946 reiste Steele während der spielfreien Zeit nach Island, um KR Reykjavík für fünf Spiele zu trainieren. Während seines Aufenthalts auf der Insel wurde er mit der Betreuung der isländischen Nationalmannschaft im Vorfeld ihres ersten Länderspiels am 17. Juli 1946 gegen Dänemark betraut. Das Heimspiel endete mit einer 0:3-Niederlage. Ihm zur Seite stand dabei der bereits zuvor in Island tätige Schotte Murdo McDougall, der in der Folge die Auswahlmannschaft betreute. Im August kehrte Steele in den englischen Ligabetrieb zurück, da zur Spielzeit 1946/47 der reguläre Spielbetrieb wieder aufgenommen wurde. Hier erzielte er 31 Tore, reihte sich damit jedoch hinter dem 38 Mal erfolgreichen Dennis Westcott von den Wolverhampton Wanderers in der nationalen Torschützenliste ein. In der folgenden Saison sah sich der Klub mit zahlreichen längerfristigen Ausfällen konfrontiert, als Steele, der sich einen Schienbeinbruch zugezogen hatte, sowie Jock Kirton, Neil Franklin, Frank Baker, George Mountford und Frank Mountford mit jeweils schwereren Verletzungen ausfielen. Mit zehn Treffern war er wiederum vereinsintern bester Torschütze, als die Mannschaft auf dem 15. Tabellenplatz die Klasse hielt. Nach anhaltenden Knieproblemen verlor er jedoch seinen Stammplatz im Sturmzentrum an Frank Bowyer und verließ daher 1949 den Klub.
Ab 1949 war Steele als Spielertrainer bei Mansfield Town im unterklassigen Bereich der Football League tätig, wo er mit wettbewerbsübergreifend 44 Toren in 62 Spielen reüssierte. In der Spielzeit 1950/51 wurde er mit der Mannschaft unter anderem nach einer Serie von 23 Spielen ohne Niederlage Vizemeister der Third Division hinter Rotherham United. Im Dezember 1951 warb Ligakonkurrent Port Vale aus seiner Heimatstadt Stoke-on-Trent ihn ab, wo er noch bis 1953 ebenso auf dem Feld stand. In der Spielzeit 1953/54 gewann er mit dem Klub die Drittligameisterschaft, in 46 Spielen kassierte die Mannschaft nur 21 Gegentore und Vorjahresabsteiger FC Barnsley wurde als Vizemeister mit elf Punkten Vorsprung distanziert. Der Klub schien sich nach einem 17. und einem zwölften Platz in der Second Division etabliert zu haben, rutschte aber nach einer Verletzenmisere in der Zweitliga-Spielzeit 1956/57 in den Abstiegskampf und im Januar 1957 trat Steele zurück. Unter Nachfolger Norman Low stieg die Mannschaft am Saisonende ab. Im Oktober 1962 kehrte er jedoch als dessen Nachfolger zurück und führte die Mannschaft in der Drittliga-Saison 1962/63 noch auf den dritten Platz, vier Punkte hinter den von Swindon Town belegten Relegationsplatz. Anschließend blieb jedoch der Erfolg aus und der Klub stand zwei Jahre später im Kampf um den Klassenerhalt, als Steele im Februar 1965 vom Klub freigestellt wurde.
Hauptberuflich betrieb Steele ein Hotel in Stoke-on-Trent.